# Calosoma alternans
Calosoma (Castrida) alternans – gatunek chrząszcza z rodziny biegaczowatych, podrodziny Carabinae i plemienia Carabini.

## Taksonomia
Gatunek ten został opisany przez Johana Christiana Fabriciusa w 1792 roku jako Carabus alternans, a jego okaz typowy zdeponowany został w Zoologischen Museums der Universität Kopenhagen. Stephan von Breuning włączył ten gatunek do podrodzaju Calosoma (Callistriga). W 1940 roku Renè Jeannel umieścił go w rodzaju Casrida.
W 1830 roku Maximilian Perty opisał gatunek Calosoma granulatum, który Renè Jeannel w 1940 potraktował jako podgatunek C. alternans. Klasyfikację tę podtrzymała w 1963 roku Tatiana Gidaspow. Terry Erwin nie zgodził się jednak z tym stanowiskiem i uznał C. granulatum za młodszy synonim C. alternans. Montypowość gatunku uznaje również Sandro Bruschi w Calosoma of the World. Z kolei baza Carabidae of the World wyróżnia dwa podgatunki: C. a. alternans i C. a. granulatum.
Gatunkiem siostrzanym dla C. alternans jest Calosoma sayi.

## Opis
Chrząszcze osiągają od 23 lub 24 do 30 mm długości ciała. Ciało wąskie, czarniawe ze słabym miedzianym połyskiem, nieco zielonkawym na głowie i przedpleczu, a narządami gębowymi, odnóżami i czułkami smoliście czarnymi. Mikrorzeźba drobno izodiametryczna, przyćmiona na przedpleczu. Głowa punktowana umiarkowanie grubo. Oczy duże i wyłupiaste. Pokrywy matowe o urzeźbieniu heterodynamicznym. Międzyrzędy pierwszorzędowe i drugorzędowe tej samej szerokości, podczas gdy trzecirzędowe węższe i obniżone. Międzyrzędy 3, 7 i 11 łańcuszkowate, z dużymi, kontrastującymi dołkami. Wszystkie międzyrzędy opatrzone poprzecznymi łuskami. U samic pokrywy wyglądają na rozdęte. Krętarz tylnych odnóży samców o wierzchołku hakowatym. Ich golenie środkowej pary opatrzone małą szczoteczką szczecinek, ułożoną wierzchołkowo-środkowo. Samice na VI sternicie mają zwielokrotnione szczecinki. Populacja zamieszkująca od północnej Argentyny po środkowo-zachodnią Amerykę Południową charakteryzuje się jasnometaliczną grzbietową stroną ciała, nieco bardziej poprzecznym przedpleczem i przednimi stopy samców o trzech członach nasadowych rozszerzonych i opatrzonych oszczecinionymi poduszeczkami pod spodem. Z kolei w Ameryce Środkowej i północnej części Ameryki Południowej dominuje ciemnobrązowy morfotyp.

## Biologia i ekologia
Gatunek uskrzydlony, przylatujący nocą do światła. Dorosłe i larwy dają się odławiać do pułapek Barbera. Posiada dużą siłę dyspresyjną. W Boliwii spełnia pożyteczną rolę dla plantacji bawełny, gdyż w skład jego pokarmu wchodzą niedorosłe stadia motyli Alabama argillacea i Spodoptera frugiperda.
Chrząszcz ten zasiedla wiecznie zielone gęste lasy nizinne, liściaste skruby, łąki, pola uprawne i plantacje w rejonach tropikalnych i subtropikalnych. W Ameryce Centralnej występuje zarówno w wilgotnych jak i suchych lasach tropikalnych. Aktywne imagines spotykane są głównie w porze deszczowej, od października do kwietnia.

## Rozprzestrzenienie
Gatunek neotropikalny, sięgający od Argentyny, przez m.in. Paragwaj, Urugwaj, południową i środkową Brazylię, Peru, Wenezuelę, Kolumbię, Gujanę, Panamę, Honduras, Małe Antyle (Trynidad, Martynika, Dominika), po Meksyk i Stany Zjednoczone.